# Джамбо
Джа́мбо (англ. Jumbo; ок. 25 декабря 1860, Абиссиния — 15 сентября 1885, Сент-Томас, Онтарио, Канада) — саванный слон (лат. Loxodonta africana); первое в истории зоопарковое и цирковое животное, получившее устойчивую всемирную известность. В 1862 году был доставлен из Африки в зверинец при парижском Саде растений. С 1865 года содержался в Лондонском зоопарке, откуда в 1882 году был продан в цирк американского антрепренёра и шоумена Финеаса Тейлора Барнума. Погиб в результате несчастного случая на железной дороге. С конца XIX века до настоящего времени — талисман университета Тафтса (США).

## Биография
До XIX века слоны африканского происхождения попадали в Европу крайне редко: со времён средневековья европейские письменные источники упоминают всего о трёх предшественниках Джамбо. В XIII веке в зверинце Тауэра содержался африканский слон, подаренный в 1255 году королю Англии Генриху III королём Франции Людовиком IX. Среди европейских иллюстраций XV века — в том числе на известной гравюре «Слон» (ок. 1485) немецкого художника Мартина Шонгауэра — встречаются изображения африканского слона, присланного королём Португалии Жуаном II Совершенным императору Священной Римской империи Фридриху III. В 1668 году король Франции Людовик XIV также получил в подарок африканского слона из Португалии.
В феврале 1862 года на берегу реки Сеттите в Абиссинии (ныне территория Эритреи) охотниками-арабами из племени хамран, нанятыми баварским коллекционером Иоганном Шмидтом (нем. Johann Schmidt), был пойман годовалый саванный слонёнок ростом около 1 м. В том же году Шмидт продал слонёнка зверинцу при парижском Саде растений у вокзала Аустерлиц. 26 июня 1865 года пара ехидн и слонёнок были обменяны на носорога из Лондонского зоопарка и доставлены в Лондон. Переезд в Лондон спас бывших обитателей Сада от неминуемой насильственной смерти: во время немецкой осады Парижа в ходе Франко-прусской войны (1870—1871) оголодавшие парижане убили и съели всех животных, содержавшихся в зверинце.

### Лондон
Директор Лондонского зоопарка, известный британский зоолог и таксидермист Эйбрахам Ди Бартлетт дал новому обитателю зоопарка кличку Джамбо — вероятно, от джамбо («привет») или джумбе («вождь») на языке суахили. В течение следующих шестнадцати лет Джамбо наряду с прежним любимцем публики бегемотом Обайшем превратился в главный аттракцион зоопарка: к восторгу малолетних посетителей он охотно катал их у себя на спине. В лондонский период жизни Джамбо его посетили более миллиона детей, включая юных Уинстона Черчилля, Теодора Рузвельта и других отпрысков именитых семейств Старого и Нового света. Королева Виктория, часто бывавшая в зоопарке, не упускала случая угостить «фаворита королевской семьи» буханкой хлеба. Благодаря вниманию прессы, активно тиражировавшей образ слона в многочисленных статьях, хрониках, фотографиях и карикатурах, к концу 1870-х годов слава Джамбо достигла мирового масштаба.

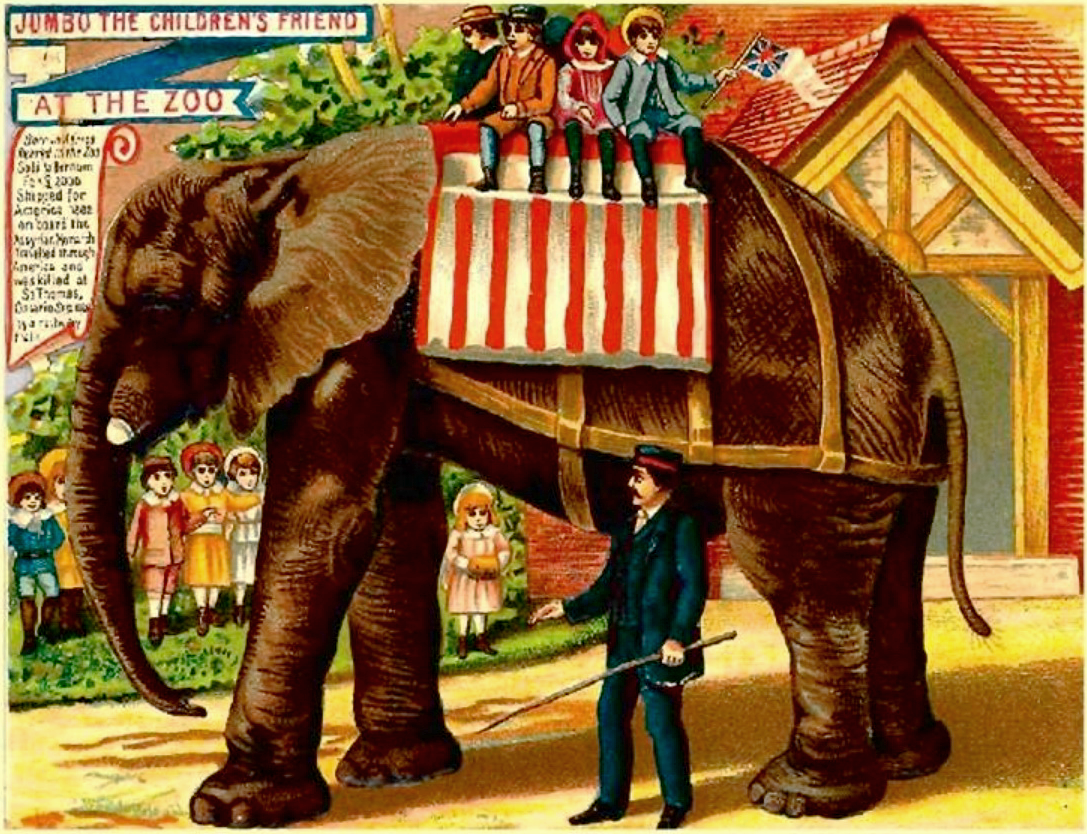
«Джамбо — друг детей». Открытка. Великобритания, около 1880

На протяжении 1870-х годов размеры Джамбо постоянно увеличивались: к 1880 году его рост достиг 3,25 м, вес — 6 т. Двухметровый хобот позволял слону, вставшему на задние ноги, дотягиваться до предметов на высоте 7 м над землёй. Ежедневный рацион Джамбо составлял 200 фунтов (около 90 кг) сена, 2 бушеля (около 70 л) овса, 2 кварты (около 2 л) лука, бочонок картофеля и десять-пятнадцать буханок хлеба. Кроме того, смотритель Мэтью Скотт (англ. Matthew Scott), с которым слон стал неразлучен до конца жизни, время от времени угощал своего питомца бочонком крепкого пива или бутылкой виски. По уверениям Скотта, алкоголь шёл слону исключительно на пользу, действуя на него как «эликсир здоровья» и «ускоритель роста».
В 1880 году у Джамбо начались приступы «слоновьего бешенства» — муста, состояния не вполне изученной природы, делающего агрессивными даже самых спокойных и дружелюбных половозрелых самцов. В периоды муста рассвирепевший слон часами, обламывая бивни, набрасывался на железную решётчатую дверь своего загона; при этом содержавшаяся по соседству африканская слониха Алиса (англ. Alice) не возбуждала в Джамбо никакого интереса. По признанию секретаря Зоологического общества Лондона (ЗОЛ) Филипа Склейтера, с начала 1880-х годов Обществом неоднократно обсуждался вопрос о необходимости умертвить слона, ставшего слишком опасным для содержания в публичном зоопарке.
В январе 1882 года американский антрепренёр и шоумен Финеас Тейлор Барнум, владелец цирка «Величайшее шоу мира», до этого безуспешно пытавшийся купить и увезти в Америку то одну, то другую всемирно известную английскую достопримечательность (в том числе дом, в котором родился Уильям Шекспир, собрание восковых фигур мадам Тюссо и дуб, посаженный 10-летним Джорджем Байроном в Ньюстедском аббатстве), предложил Зоологическому обществу продать ему Джамбо за 10 тысяч долларов США. Сделка, принятая большинством голосов на специальном совещании руководства ЗОЛ, вызвала взрыв массового возмущения в Великобритании. Тысячи английских школьников обратились к королеве Виктории и премьер-министру Уильяму Гладстону с просьбой запретить продажу слона. Виктория, принц Уэльский и знаменитый теоретик искусства Джон Рёскин направили руководству Общества открытое письмо с выражением «крайнего удивления», вызванного коммерческой деятельностью ведущих зоологов страны. Королева обязалась лично оплатить неустойку, причитавшуюся Барнуму в случае расторжения контракта.
На волне ажиотажа, вызванного продажей Джамбо, британскую столицу охватила «джамбомания» — мода на вещи и названия, прямо или косвенно связанные со знаменитым слоном. Сенсацией сезона стал шёлк цвета слоновьей кожи — «джамбо». Повышенным спросом пользовались шляпы, пальто, галстуки и веера одноимённого фасона. В ресторанах подавали суп «джамбо» и блюдо из тушёного мяса «джамбо». Рекордными тиражами расходились посвящённые слону книги, брошюры, календари и песенники. Журнал «Панч» опубликовал карикатуру, призывавшую Барнума забрать с собой в Америку вместо Джамбо известного британского политика-антиклерикала, основателя Национального светского общества Чарльза Брэдлоу, изображённого на карикатуре в виде кабана. Журнал London Fun предложил заменить льва на британском гербе слоном, преобразовав канонический девиз Dieu et mon droit («Бог и моё право») в Dieu et mon Jumbo! («Бог и мой Джамбо!»).
Заручившись поддержкой влиятельных общественных и политических фигур, недовольных продажей за океан «национального британского достояния», члены Зоологического общества Лондона Беркли Хилл (англ. Berkeley Hill) и баронет Джордж Бойер (англ. George Bowyer) выдвинули против руководства ЗОЛ судебный иск, призванный выявить несоответствие акта продажи слона букве британского закона. Суд, состоявшийся 9 марта 1882 года, не нашёл в сделке ничего противозаконного.
24 марта 1882 года слон и его смотритель отправились в Нью-Йорк на пароходе «Ассирийский монарх» (англ. Assyrian Monarch). Отъезд состоялся позже срока, оговорённого в контракте: Джамбо, испуганный видом ожидавших его погрузки лошадей-тяжеловозов, непривычным шумом и суетой, наотрез отказался покидать зоопарк, и лишь совместными усилиями Скотта и Уильяма Ньюмена (англ. William Newman) — лучшего дрессировщика в цирке Барнума — слона удалось заманить в сооружённый для его перевозки деревянный контейнер. (Как выяснилось позднее, дополнительной причиной упрямства слона были незаметные для окружающих команды Скотта, не желавшего расставаться со щедрыми чаевыми от богатых семейств и привилегированным положением среди персонала зоопарка. Бартлетт, быстро выявивший обман, пригрозил уволить Скотта за саботаж, вредящий научной и деловой репутации учреждения.) Несговорчивость Джамбо дала повод журналистам, наблюдавшим последние часы пребывания слона на британской земле, известить своих читателей о проявленном «фаворитом королевской семьи» образцовом английском патриотизме.

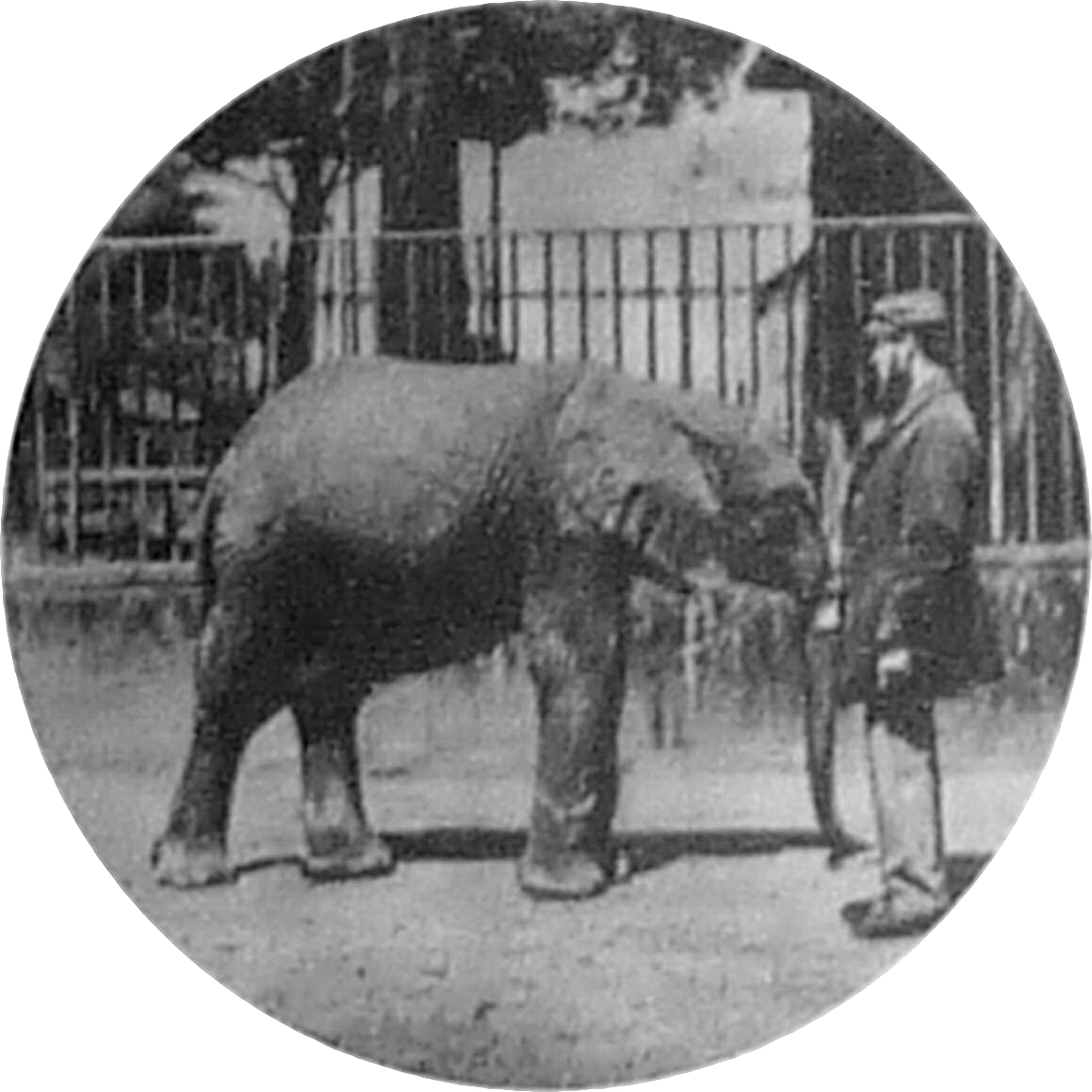
Джамбо-слонёнок. 1865
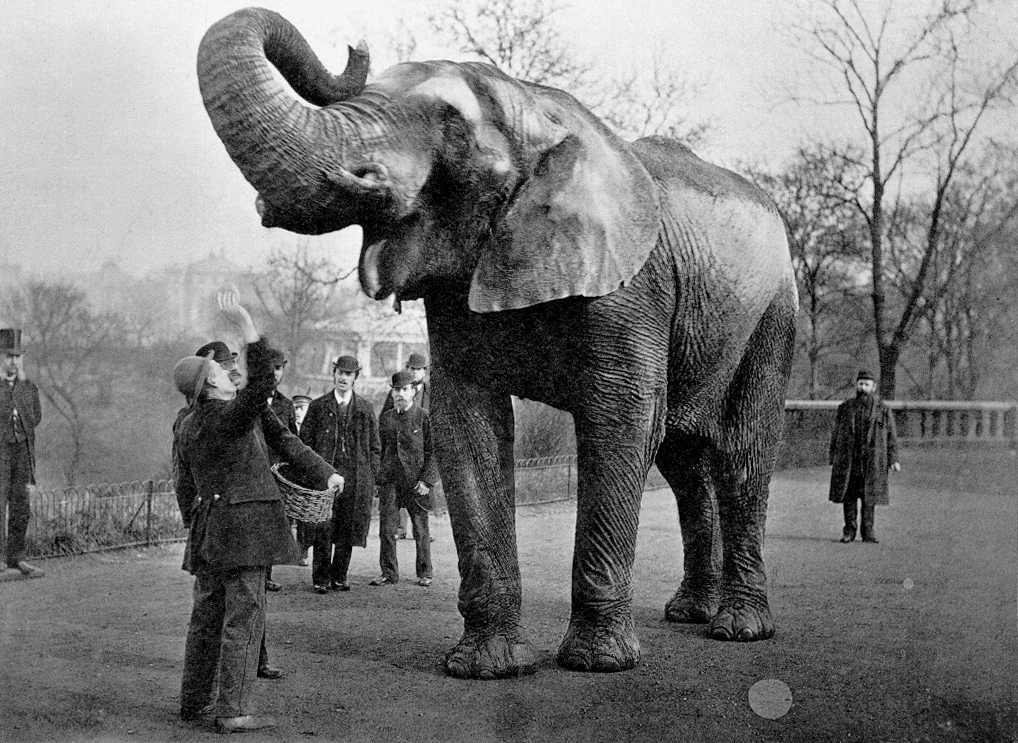
Джамбо и Мэтью Скотт. 1882
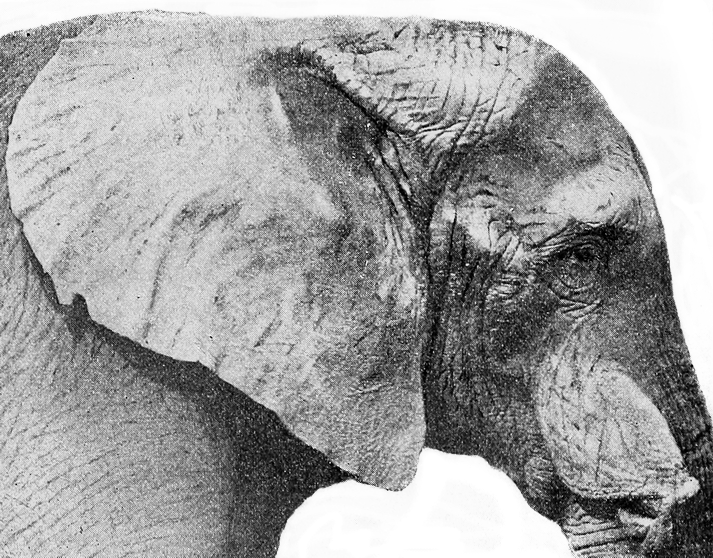
Голова Джамбо

### Америка
В честь прибытия слона в Нью-Йорк 9 апреля 1882 года был устроен большой цирковой парад — шествие по Бродвею к ипподрому «Мэдисон-сквер-гарден» в сопровождении трёх духовых оркестров, во время которого контейнер с Джамбо везли по улице на специальной платформе, запряжённой шестнадцатью лошадьми и подталкиваемой двумя другими слонами.

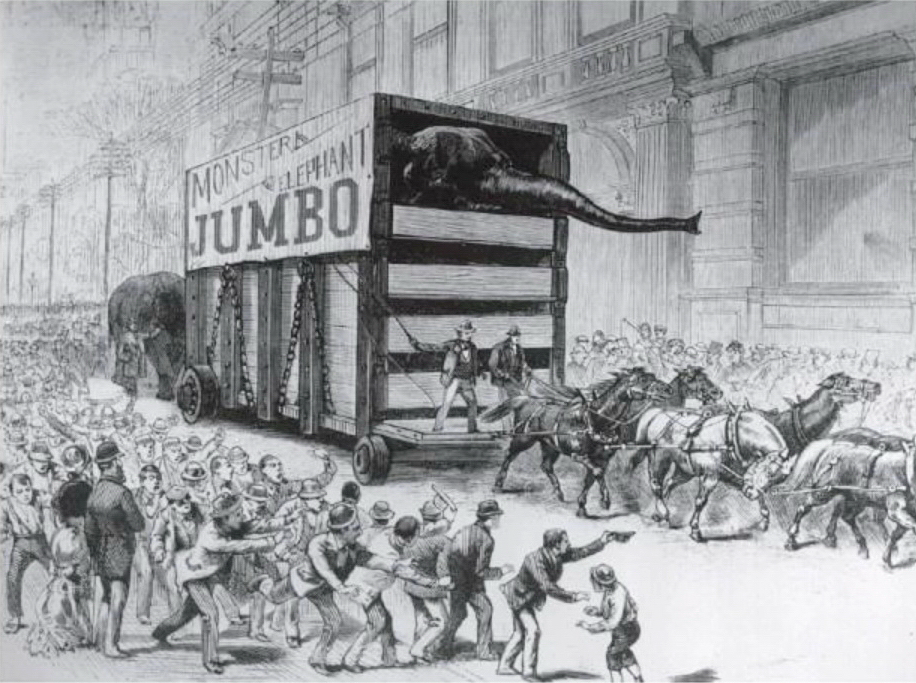
Парад на Бродвее в честь прибытия Джамбо в Нью-Йорк. Журнальная иллюстрация. США, апрель 1882

На многочисленных афишах и рекламных листовках, выпущенных к приезду Джамбо, слону приписывались заведомо фантастические размеры: «Его хобот — размером со взрослого крокодила, хвост — с коровью ногу; следы, оставляемые им на песке времени, похожи на вмятину от очень толстого человека, упавшего с очень высокого здания». Барнум, умело подогревавший газетную шумиху, распускал слухи о том, будто накануне отъезда слона прежние хозяева пытались накормить Джамбо отравленными булочками — полагая, что их подопечный предпочтёт смерть «рабству у вульгарных янки».
Доставка Джамбо из Лондона в Нью-Йорк обошлась Барнуму в 20 тысяч долларов — вдвое дороже, чем приобретение самого слона. Масштабные турне цирковой труппы, до 1888 года официально именовавшейся «Величайшее шоу мира Ф. Т. Барнума и Великий лондонский цирк совместно с Королевским британским зверинцем Сэнгерса и Большими международными шоу» (англ. P. T. Barnum’s Greatest Show on Earth and the Great London Circus, Sanger’s Royal British Menagerie and Grand International Allied Shows United), также поглощали значительные средства — к концу гастрольного сезона транспортные расходы цирка составляли пятизначную сумму в долларах США. Тем не менее затраты Барнума быстро окупились: четыре дня платного показа Джамбо в «Мэдисон-сквер-гардене» полностью возместили расходы на покупку и перевозку слона. Первые десять дней представлений с участием Джамбо принесли цирку 30 тысяч долларов, первый год — от 1,5 до 1,7 миллиона долларов дохода. В 1882—1885 годах на представлениях цирка в США и Канаде побывали около 16 миллионов взрослых зрителей и четырёх миллионов детей.
Появление Джамбо, быстро освоившегося в роли ведущего артиста цирковой труппы, предварял традиционный анонс шпрехшталмейстера: «Величественный монарх могучей расы, колосс среди слонов, крупнейшее и знаменитейшее животное во всём мире, возившее на своей спине королеву Викторию, королевскую семью и более миллиона детей — прямиком из Лондонских королевских зоологических садов… ДЖА-АМБО!» Как правило, «колосс среди слонов» выходил на манеж в сопровождении слона-карлика Мальчика-с-пальчик (англ. Tom Thumb) — по замыслу Барнума, дополнительно подчёркивавшем огромные размеры самого Джамбо. В ходе последующего представления Мальчик-с-пальчик исполнял репризу с парой цирковых клоунов, притворяясь, будто крадёт у них бутылки со спиртным и напивается допьяна. Другие слоны демонстрировали стойку на передних ногах, качались на качелях и балансировали на бочках. Джамбо, не умевший показывать цирковые трюки (африканские слоны, в отличие от азиатских, не поддаются дрессировке), степенно ходил по кругу или просто стоял в стороне — по воспоминаниям зрителей, наблюдая за шоу «со слегка скучающим видом».
Как и в Великобритании, образ Джамбо активно эксплуатировался американскими предпринимателями. Именем слона были названы сигары, вязаные кухонные рукавицы-прихватки и большая швейная машина. Листовки с изображением Джамбо рекламировали нитки, мыло, зубной порошок и фирменную соду для выпечки.
17 мая 1884 года Джамбо принял участие в устроенной властями Нью-Йорка публичной демонстрации прочности Бруклинского моста, пройдя по нему вместе с 20 другими слонами из цирка Барнума.

## Смерть

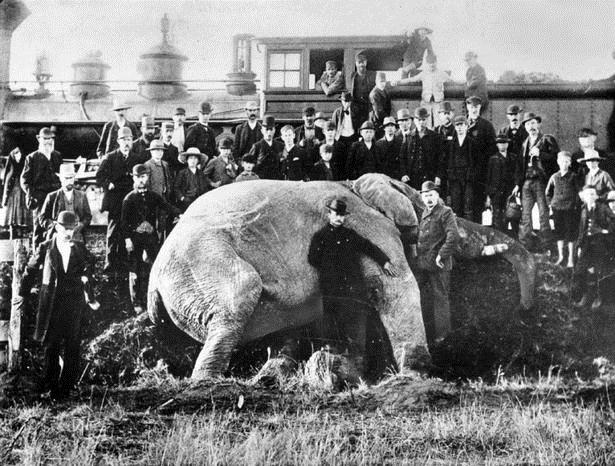
Джамбо, сбитый паровозом на станции Сент-Томас (Онтарио, Канада). 15 сентября 1885

Вечером 15 сентября 1885 года труппа Барнума, гастролировавшая по югу Канады, завершила выступление в городе Сент-Томас (провинция Онтарио). Джамбо, Мальчик-с-пальчик и Мэтью Скотт направились к цирковому поезду, ожидавшему отправления к следующему пункту гастрольного маршрута. Вагоны, готовые к принятию труппы и реквизита, стояли на единственной запасной ветке одноколейного железнодорожного пути. Для ускорения погрузки часть ограждения полотна железной дороги была разобрана; между отдельными вагонами были оставлены просветы для удобства прохода к основному пути. Там же — на главном пути, в некотором отдалении от основного состава — стоял роскошно отделанный персональный «вагон-дворец» Джамбо и Мальчика-с-пальчик. Когда Джамбо, пройдя через ограждение, двинулся к вагону, раздался гудок, извещавший о прибытии на главный путь товарного состава компании Grand Trunk (с англ. — «Большая магистраль»; дословно — «Большой хобот»). За несколько минут до этого работник станции, в обязанности которого входило останавливать во время погрузки все прибывающие поезда флаговыми сигналами, оставил свой пост, желая лучше рассмотреть идущего по путям огромного слона. Услышав гудок, сигнальщик бросился навстречу поезду, что было сил размахивая красным фонарём. Машинист Уильям Бёрнип (англ. William Burnip) немедленно дал тормоз, но быстрый ход под уклон придал локомотиву ускорение, не позволявшее остановить состав на короткой дистанции. Скотт принялся лихорадочно стаскивать Джамбо с железнодорожной насыпи. Некоторое время слон упрямился, затем, испугавшись яркого света прожектора и пронзительного гудка, поспешно сбежал вниз, наткнулся на ограждение полотна и в панике взобрался обратно на рельсы. Скотт развернул Джамбо к просвету между вагонами, крикнув: «Беги, Джамбо, беги!». Слон повиновался и снова побежал, задрав хобот и громко трубя, но из-за инерции многотонного тела не смог вовремя остановиться и свернуть в просвет. В следующую секунду локомотив налетевшего состава смёл с пути Мальчика-с-пальчик и врезался в Джамбо. В результате столкновения паровоз и первый вагон товарного поезда сошли с рельсов, тело слона было отброшено и раздавлено о платформу циркового состава. Изо рта и хобота Джамбо хлынула кровь.
По словам очевидца катастрофы, сент-томасского ювелира Эдгара Флэка (англ. Edgar Flach), в последние минуты жизни Джамбо

…вытянул свой длинный хобот, обвил им дрессировщика и привлёк его к своей величественной окровавленной голове, лежавшей в золе. Скотти плакал, как ребёнок. Пять минут спустя его подняли от безжизненного тела… Ту ночь Скотти провёл, лёжа рядом с телом своего друга.
Впоследствии Барнум рассказывал, что Джамбо был якобы сбит паровозом в тот момент, когда спасал Мальчика-с-пальчик, сталкивая его с железнодорожной колеи. Свидетельства очевидцев гибели слона не подтверждают эту версию.
До прихода полиции тело Джамбо пострадало от местных охотников за сувенирами, принявшихся срезать волосы с хвоста и отпиливать куски бивней; от одного из ушей Джамбо был отрезан большой лоскут кожи. Со Скоттом, очнувшимся под утро и увидевшим обезображенное тело слона, случился истерический припадок.
Решением суда по иску, выдвинутому цирком против железнодорожной компании, Барнум получил компенсацию в виде 10 000 долларов наличными и права бесплатного годового проезда цирка по маршрутам Grand Trunk. По заявлению самого Барнума, смерть Джамбо нанесла цирку убыток по меньшей мере в 100 000 долларов.

## Память

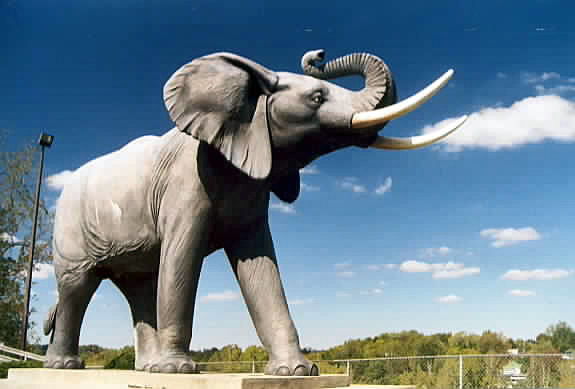
Памятник Джамбо в Сент-Томасе

С разрешения Барнума тело Джамбо было обмерено, вскрыто и препарировано. Рост Джамбо на момент смерти составлял около 4 м, вес — около 7 т. В желудке слона было найдено множество предметов, в том числе британские пенсы, золотые и серебряные монеты, камни, связка ключей, свинцовые пломбы от железнодорожных вагонов, металлические и стеклянные брелоки, шурупы, заклёпки, несколько кусков проволоки и полицейский свисток. Скелет слона был подарен Американскому музею естественной истории в Нью-Йорке; сердце продано за 40 долларов Корнеллскому университету. На банкете, устроенном Барнумом в честь передачи скелета Джамбо собранию музея, гостям подавали желе, приготовленное из растёртого в порошок бивня Джамбо, и дарили миниатюрные сувенирные пластинки-сколы из того же бивня. Чучело, изготовленное из шкуры Джамбо сотрудниками компании — производителя учебных пособий Ward’s Natural Science Уильямом Дж. Критчли (англ. William J. Critchley) и Карлом Эйкли, было установлено на специальную платформу и несколько лет путешествовало по Америке с цирком Барнума. Через собственного агента в Лондоне Барнум приобрёл слониху Алису, доставил её в США и стал возить вместе с чучелом, представляя публике как «безутешную вдову» Джамбо. В конце 1887 года Алиса сгорела заживо во время пожара, полностью разрушившего зимнее помещение цирка Барнума в Бриджпорте, штат Коннектикут. В 1889 году, за два года до собственной смерти, Барнум передал чучело Джамбо в дар учреждённому им «Барнум-холлу» (англ. Barnum Hall) — музею естествознания при Тафтс-колледже (с 1954 года — университет Тафтса) в Медфорде, штат Массачусетс. Скотт, надеявшийся на некоторую часть наследства Барнума, получил по завещанию лишь медный сундучок с подписанным экземпляром автобиографии покойного босса. В течение нескольких лет бывший смотритель Джамбо, по-прежнему числившийся в штате цирка, исполнял при чучеле обязанности чистильщика. Всеми забытый, пристрастившийся на склоне лет к алкоголю, Скотт умер в бриджпортском приюте для неимущих в 1914 году.
14 апреля 1975 года собрание «Барнум-холла» в университете Тафтса было уничтожено пожаром, разделив тем самым участь, постигшую большинство экспонатов из коллекции Барнума ещё при его жизни. Вскоре после пожара статуя слона была выкуплена у увеселительного парка и перенесена на территорию университетского кампуса. Джамбо, сразу после появления в университетском музее ставший талисманом Тафтса, остаётся им до настоящего времени. Прах слона хранится в 14-унциевой (около 400 мл) банке из-под арахисового масла Peter Pan в кабинете заведующего спортивной кафедрой университета Тафтса. Хвост Джамбо, отделённый от чучела ещё до пожара, в ходе реставрационных работ, экспонируется в Собрании цифровых коллекций и архивов Тафтса (англ. The Tufts Digital Collections and Archives).
В 1985 году, в столетнюю годовщину гибели слона, на Тэлбот-стрит (адрес: 76 Talbot Street, St. Thomas, ON) на западной окраине Сент-Томаса был установлен памятник Джамбо — 38-тонная статуя слона в натуральную величину.

## В популярной культуре

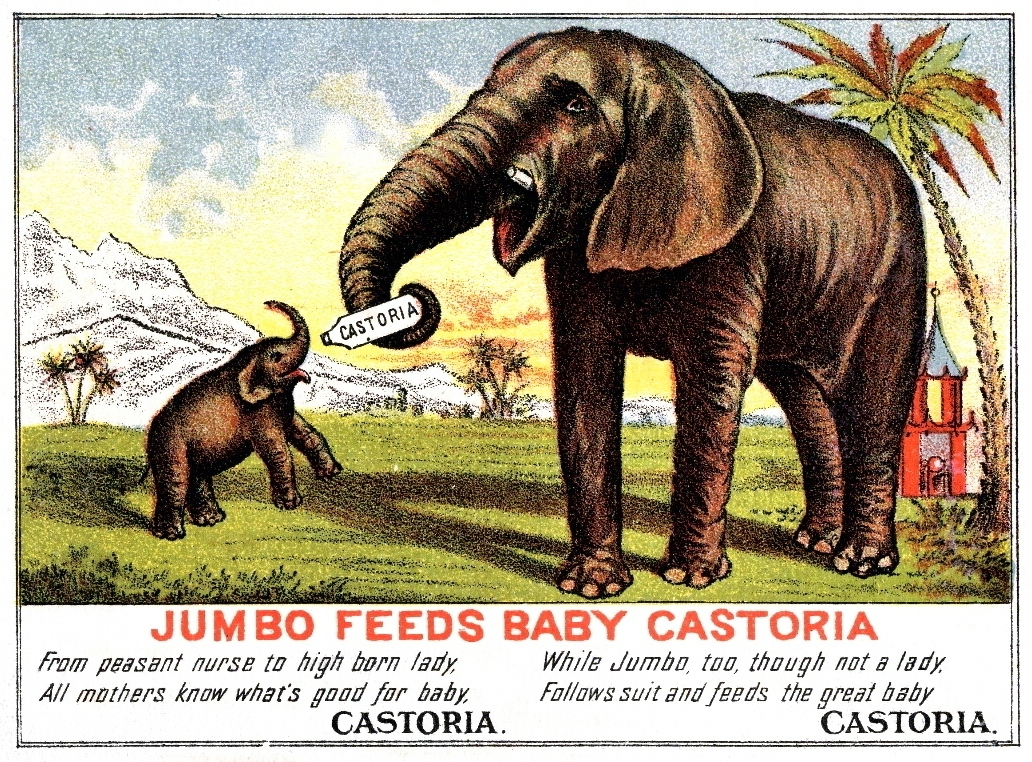
«Джамбо поит детку касторкой». Рекламная листовка фармацевтической компании Centaur. США, 1883

- Изображения Джамбо встречаются на множестве британских и американских журнальных обложек, афиш, плакатов, открыток и листовок конца XIX века — например, на листовке-вкладыше с рекламой «Флетчеровой касторки» (англ. Fletcher’s Castoria, 1883)[47]. Текст под рисунком гласит:

| JUMBO FEEDS BABY CASTORIA From peasant nurse to high born lady, All mothers know what’s good for baby, castoria. While Jumbo, too, though not a lady, Follows suit and feeds the great baby, castoria. |  | ДЖАМБО ПОИТ ДЕТКУ КАСТОРКОЙ От няньки до изящной дамы, Что́ нужно детке, знают мамы: касторка. И Джамбо, хоть побольше дамы, Поит огромную детку, как мамы, касторкой. |
- Джамбо и Алиса упоминаются в двенадцатом эпизоде («Циклопы») романа Джеймса Джойса «Улисс» (1922):

Любовь любит любить любовь. Медсестра любит нового аптекаря. Констебль бляха 14-А любит Мэри Келли. Герти Макдауэлл любит парня с велосипедом. М. Б. любит красивого блондина. Ли Чи Хань люби целовай Ча Пу Чжо. Слон Джамбо любит слониху Алису. Старичок мистер Вершойл со слуховым рожком любит старушку миссис Вершойл со вставным глазом. Человек в коричневом макинтоше любит женщину, которая уже умерла. Его Величество Король любит Её Величество Королеву. Миссис Норман В. Таппер любит капитана Тэйлора. Вы любите кого-то. А этот кто-то любит ещё кого-то, потому что каждый любит кого-нибудь, а Бог любит всех.
- В классическом рисованном мультфильме Уолта Диснея «Дамбо» (1941) по повести Хелен Эберсон (англ. Helen Aberson) «Дамбо, летающий слон» (англ. Dumbo, the Flying Elephant; 1939) цирковой слонёнок Джамбо-младший обретает способность летать, размахивая, как крыльями, своими огромными ушами.
- Приключения юных жителей Оксфорда, пытающихся помешать продаже Джамбо, — основная тема исторического романа английской детской писательницы Джиллиан Эвери[англ.] «Война за слона» (англ. The Elephant War; 1960)[49].
- С 1969 года первый в мире широкофюзеляжный дальнемагистральный пассажирский авиалайнер Boeing 747, удерживавший рекорд по размерам, весу и грузоподъёмности в течение 35 лет, носит неофициальное название «реактивный Джамбо» («Джамбо-джет», англ. Jumbo Jet)[50].
- Жизни и смерти Джамбо посвящена песня канадского фолк-певца Джеймса Гордона[англ.] «Jumbo’s Last Ride» («Последнее путешествие Джамбо») из альбома Pipe Street Dreams (1999)[51].
- Сент-томасская пивоваренная компания Railway City производит индийский светлый эль «Мёртвый слон» (англ. Dead Elephant). Название пива призвано символизировать причастность Джамбо к «железнодорожной истории города»[36].
- Имя «Джамбо» стало распространённой кличкой слонов в зоопарках и цирках мира, а также нарицательным именем в английском языке со значением «необыкновенно большой, сильный человек, животное или вещь» (англ. an especially large or powerful person, animal or thing)[К 7].

## Комментарии
1. ↑  В 1907 году британский натуралист Ричард Лидеккер, исследовав скульптуру слона в Британском музее (ныне экспонат лондонского Музея естественной истории), отнёс Джамбо к ранее неизвестному виду африканских слонов (Elephas africanus rotschildi), отличающемуся высоким ростом, а также специфической формой и размером ушей[2]. Современные зоологи считают Джамбо крупным саванным слоном (в традиционной классификации — Loxodonta africana africana)[3].
2. ↑  «Джамбо» — обычное в английском языке первой половины XIX века прозвище неуклюжего толстяка. Возможно, кличка Джамбо восходит также к имени вымышленного африканского божка Мумбо-Юмбо[9], зулусскому джумба («гора, большая груда») или наименованию слона, распространённому в Анголе — джамба. Согласно описанию Тауэрского зверинца, опубликованному в 1800 году, кличку Джамбо носил обитавший в зверинце крупный бабуин. Одна из африканских горилл, живших в Лондонском зоопарке, также получила от Бартлетта имя Джамбо[10].
3. ↑  По мнению зоологов, исследовавших слепки зубов Джамбо, другой причиной агрессивного поведения слона могли быть приступы зубной боли из-за неправильного прикуса и болезненных абсцессов, вызванных дефектом развития пятых коренных зубов (моляров) верхней челюсти[15].
4. ↑  К началу 1882 года в труппе цирка Барнума и Бейли было занято 370 артистов; в цирковом зверинце содержались 20 слонов, 338 лошадей, 14 верблюдов, множество зебр, львов, леопардов, гиен и крупных змей[17].
5. ↑  В феврале 1882 года главный редактор газеты The Daily Telegraph направил Барнуму телеграмму от имени британской нации: «С почтением от редактора. Все британские дети страдают из-за [предстоящего] отъезда слона. Сотни корреспондентов умоляют нас узнать, на каких условиях вы любезно согласитесь вернуть Джамбо»[19]. Ответ гласил: «Моё почтение редактору, Daily Telegraph и британской нации. Пятьдесят миллионов американских граждан с нетерпением ждут прибытия Джамбо. Моя неизменная сорокалетняя практика демонстрации лучшего из того, что можно приобрести за деньги, делает присутствие здесь Джамбо абсолютно необходимым»[20].
6. ↑  Слон-карлик выжил, отделавшись переломом задней ноги. Машинист и кочегар также спаслись, выпрыгнув из кабины за несколько секунд до столкновения. 21 год спустя машинист Уильям Бёрнип погиб в Сан-Франциско, став одной из трёх тысяч жертв крупнейшего землетрясения в истории США[27]. Паровоз «Большой магистрали», отремонтированный и возвращённый в строй, на протяжении многих лет носил на лобовой части металлическую эмблему с изображением Джамбо[36].
7. ↑  Ср.: «Джамбо, Универсальный Синоним Всего Исполинского» (англ. Jumbo, the Universal Synonym for Stupendous Things) в рекламе шоу Барнума[52].